# オーラヴル・アルナルズ

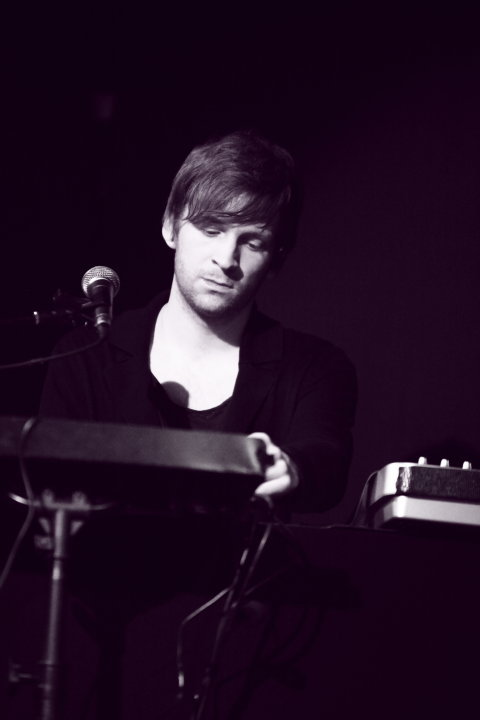
オーラヴル・アルナルズ

オーラヴル・アルナルズ（アイスランド語：Ólafur Arnalds, 原語の発音；オウラヴィル・アルトナルツ, 1986年11月3日 - ）は、アイスランドの作曲家、演奏家。主なジャンルはポスト・クラシカル。大レイキャヴィーク地方のモスフェットルスバイル（モスフェルスバイル）に生まれた。日本語では「オラフル・アルナルズ」などとも表記する。
アルナルズは以前、ハードコアバンド、メタルバンドに所属し、ファイティング・シットやセレスティンなどのドラムを担当した。彼はまた、彼の友人Þórir のソロプロジェクト、マイ・サマー・アズ・ア・サルヴェーション・ソルジャー (My Summer As A Salvation Soldier)に、バンジョーやギター、ピアノで参加していた。2004年には、ドイツのメタルバンド、ヘヴン・シャル・バーンの一つのイントロと二つのアウトロの作曲をした。
そして2007年10月、アルナルズの初のソロアルバム、Eulogy for Evolutionが発売された。続いて2008年に、EP としてVariations of Staticが発表された。同じ年にアルナルズは、同じアイスランドのバンド、シガー・ロスとライブツアーに出た。ロンドンのバービカン・ホールでの公演は売り切れたと伝えられる。2009年4月、彼は七日続けて曲を発表するということもしている。発表された曲はそれぞれ、即興で二十四時間の内に作曲され、foundsongs.erasedtapes.comで公開された。これらの曲はFound Songsとしてまとめられ、高音質でCDでも発売された。アルナルズは舞踏家ウェイン・マクレガーに音楽を提供し、その曲集は2009年、Dyad 1909として発売された。2010年、二枚目のアルバムとなる...and they have escaped the weight of darknessを世に送り出した。

## ディスコグラフィー
- 2007年 - Eulogy for Evolution
- 2008年 - Variations of Static (EP)
- 2009年 - Found Songs (EP)
- 2009年 - Dyad 1909 (EP)
- 2010年 - "...And They Have Escaped the Weight of Darkness"
- 2012年 - Stare (EP) with Nils Frahm
- 2013年 - For Now I Am Winter
- 2015年 - The Chopin Project with アリス＝紗良・オット
- 2020年 - Some kind of peace, Mercury KX / 英Decca

## 脚註
1. 1 2  “Ólafur Arnalds: Beautiful the Same way the Arctic is”.   Headphone Commute. 2010年11月5日閲覧。